# Walachenschaf
Das Walachenschaf ist eine alte Hausschaf-Landrasse aus der Gruppe der Zackelschafe. Diese Schafrasse stammt aus dem Karpatenbogen. Hier wurde die Rasse als Dreinutzungsrasse für Milch, Wolle und Fleisch gezüchtet.

## Beschreibung

### Körper

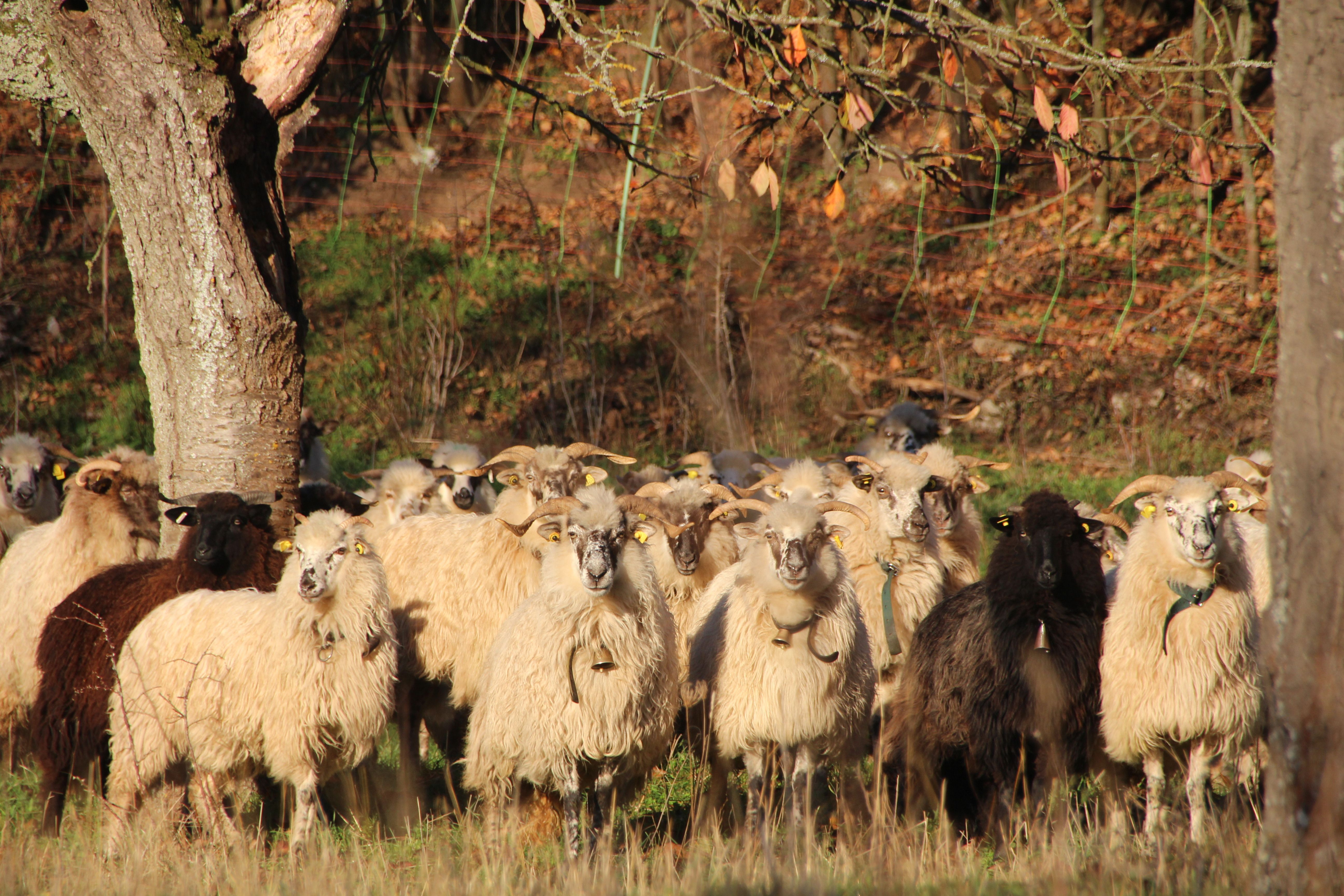
Eine Gruppe weiblicher Tiere auf der Weide

Diese Schafrasse ist kleinrahmig bis mittelgroß, feingliedrig, robust, aber auch durch „wachen Ausdruck“ und „edles Aussehen“ gekennzeichnet. Der Kopf hat eine schmale, lange Form und ist an der Stirn bewollt. Die Böcke zeigen einen leichten Ramskopf und tragen als Charakteristikum dieser Rasse bis zu 50 Zentimeter lange, spiralartig („korkenzieherartig“) geformte, seitlich abstehende Hörner. Diese Hörner sind weiß, oft mit einem schwarzen Längsstrich versehen. Weibliche Tiere sind behornt oder hornlos, die Hörner sind deutlich kleiner und feiner als die der Böcke. Der lange Schwanz ist mit dichter Wolle bewachsen. Das Vlies ist in der Regel weiß, es gibt aber auch schwarze und graue Tiere. Unbewollte Körperteile wie Kopf und Beine sind oft mit verschiedenfarbigen, manchmal scharf abgegrenzten Pigmentflecken versehen. Auch ist gelegentlich eine Brillenbildung zu verzeichnen. Ausgewachsene Böcke haben bei einer Widerristhöhe von etwa 70 cm ein durchschnittliches Gewicht von 60 bis 75 kg. Muttertiere sind etwa 40 bis 55 kg schwer, die Widerristhöhe liegt etwa 5 cm unter der der Böcke. Die kurzen Ohren stehen waagerecht.

### Charakter und Haltung

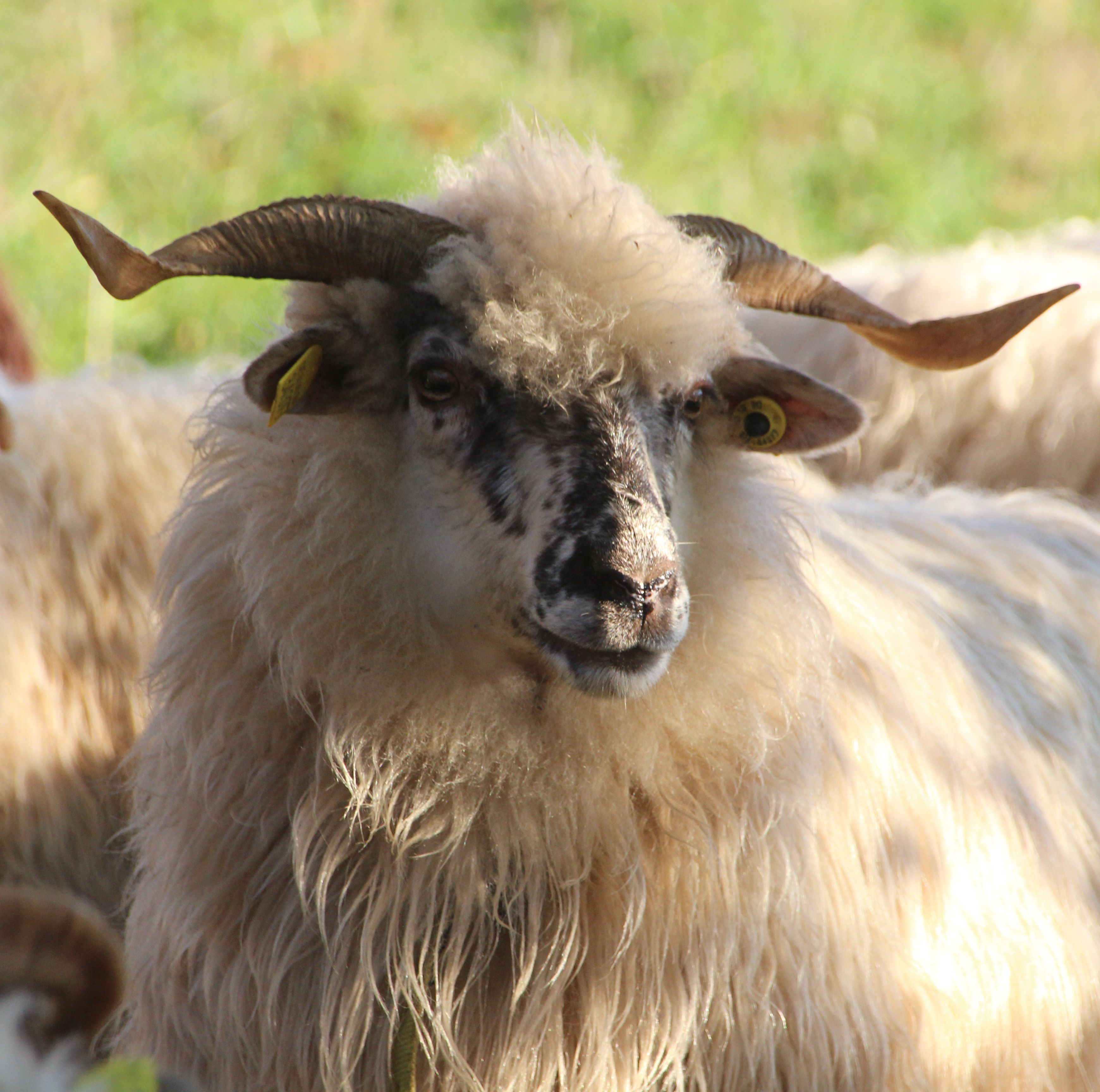
„Wacher Ausdruck“ und „edles Aussehen“

Die Tiere sind lebhaft und wachsam bis scheu, bei intensivem Kontakt mit den sie betreuenden Menschen werden sie aber zutraulich. Sie werden auch in der tiergestützten Intervention eingesetzt. Das Walachenschaf ist ein genügsames, widerstandsfähiges Landschaf. Es ist für die Landschaftspflege und Beweidung karger Böden besonders geeignet. Auch die baden-württembergische Landesanstalt für Landwirtschaft, Ernährung und ländlichen Raum hält das Walachenschaf für die Landschaftspflege für geeignet mit dieser Begründung:
extrem genügsam und wetterhart, ganzjährige Freilandhaltung möglich, geringe Parasitenanfälligkeit, alpfähig, auch auf Trockenstandorten geeignet.
Eines der Zuchtziele ist auch die Beibehaltung der Möglichkeit einer ganzjährigen Außenhaltung. Die Tiere zeichnen sich durch ihre lang abwachsende Wolle aus, was sich auch im Vliesgewicht der groben Mischwolle bemerkbar macht, beim Bock 4 bis 5 kg und bei den weiblichen Tieren 2 bis 2,5 kg. Die Wolle eignet sich für grobe Wollprodukte, besonders für die Herstellung von Teppichen.

### Nachwuchs
Bei guter Muttereigenschaft und leichtem Ablammen liegt das Ablammergebnis zwischen 120 und 180 %. Sie sind spätreif, d. h. sie lammen zum ersten Mal am Ende des zweiten Lebensjahres. Ihre Brunst ist saisonal, die Lammzeit fällt in die Monate Februar und März. Das Euter mit den relativ großen Zitzen weist auf die frühere Verwendung als Milchschaf hin. Bei guter Fütterung gibt es Zwillingsgeburten. Die Lämmer wiegen bei der Geburt zwischen 2 und 4 kg. Lämmer nehmen täglich etwa 150 bis 200 g zu. So können sie mit 9 bis 12 Monaten bei einem handelsüblichen Lebendgewicht von rund 30 bis 40 kg geschlachtet werden.

## Geschichte

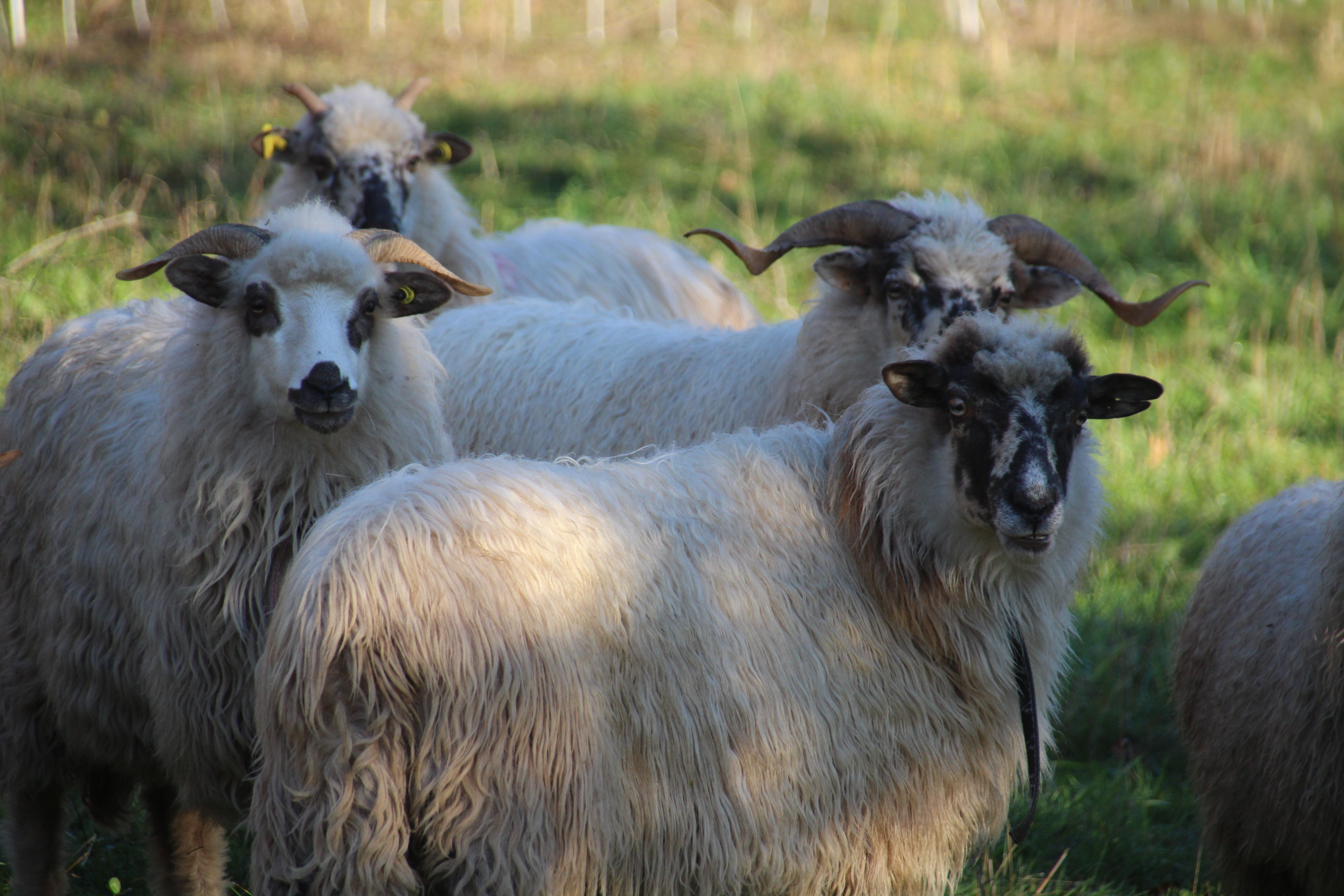
Verschiedene Farbpigmente am Kopf

Die Walachenschafe sollen nach ihrer ursprünglichen Verbreitung von der Hohen Tatra bis in die rumänische Walachei vorgekommen sein und sich zwischen dem 13. und dem 16. Jahrhundert entwickelt haben. Das ursprüngliche Walachenschaf war vermutlich direkter Nachfahre von Schafen, die bereits im 14. Jahrhundert von Siedlern aus den Ostkarpaten in die tschechischen Beskiden mitgebracht wurden. Die Rasse war für die Bedingungen im Hochgebirge geeignet. Nach den Angaben des tschechischen Schafzuchtverbandes kam die Rasse mit der walachischen Kolonisation nach Tschechien, wahrscheinlich an der Wende vom 15. zum 16. Jahrhundert. Die Besiedlung bezog sich auch auf den slowakischen Teil der Karpaten. In Tschechien und in der Slowakei sind Walachenschafe noch im 20. Jahrhundert als Dreinutzungsrasse der Milch, der Wolle und ihres Fleisches wegen gehalten worden.

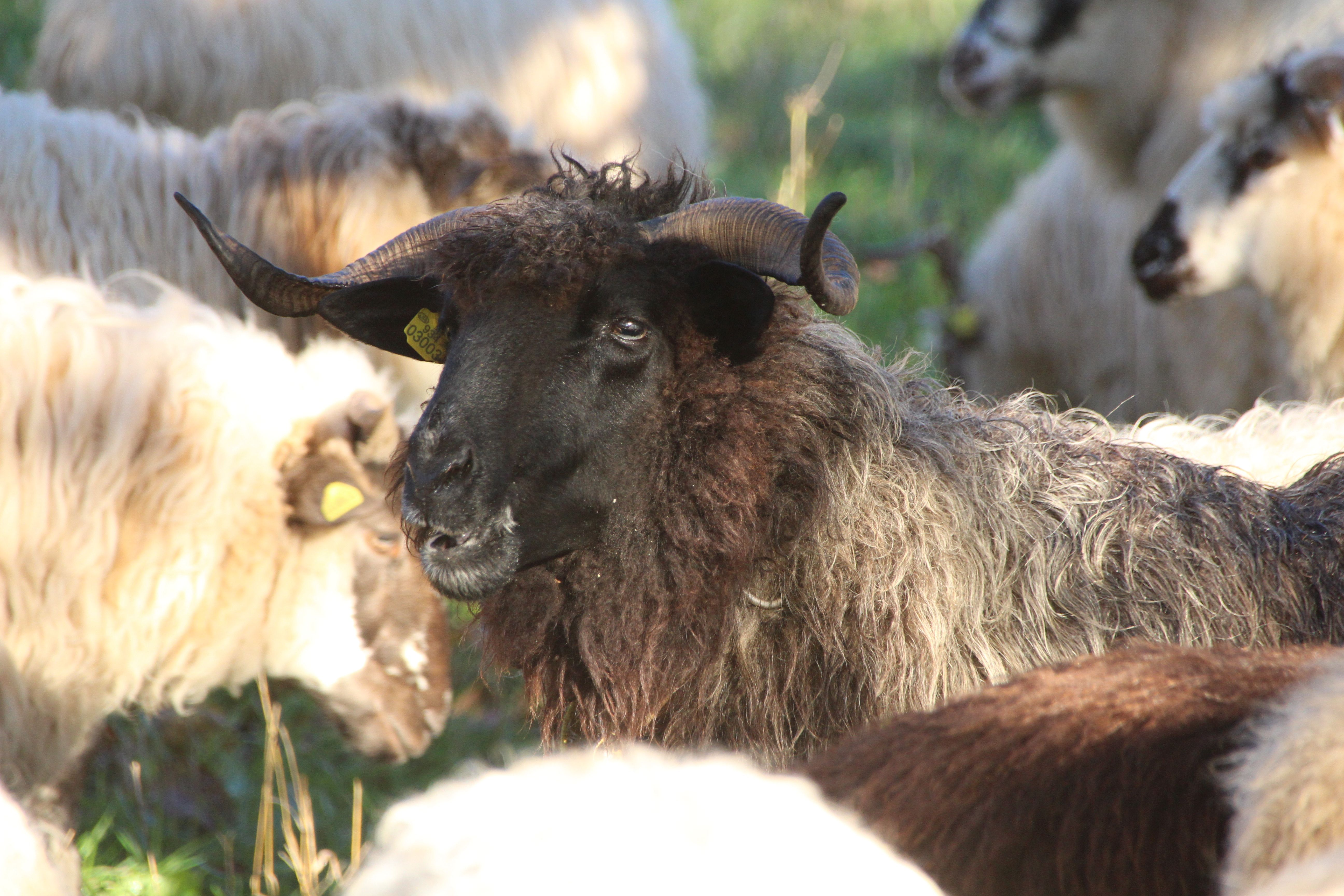
Weibliches Tier mit schwarzem Kopf

Reiner Seibold hält das Walachenschaf nach dreihundertjähriger Isolierung von der Ursprungspopulation in Rumänien für eine autochthonen Rasse Tschechiens, Südpolens und der Slowakei.
Die im Rahmen der Landwirtschaftspolitik der ČSSR erfolgte systematische Einkreuzung von Milch- und Texelschafen führte in den 1970er und 1980er Jahren fast zum Erlöschen des Walachenschafs. Durch einige Züchter und Professor Bora Čumlivski (1918–2008) von der Universität Prag blieben einige Tiere in der Hohen Tatra erhalten. Eine Recherche der Stiftung ProSpecieRara ergab im Jahr 1993, dass in Tschechien nur noch 30 Walachenschafe vorhanden waren, in der Slowakei gab es nur noch Kreuzungstiere. 1987 kamen auf Initiative von SAVE, der Gesellschaft zur Erhaltung alter und gefährdeter Haustierrassen (GEH) und ProSpecieRara aus der ČSSR zwei Böcke und sechs Mutterschafe auf vier Standorte in Deutschland.
Noch 1989 befürchtete Ernst von Lehmann:
Wahrscheinlich nicht mehr zu erhalten ist das sogenannte Walachenschaf (Valaska) aus dem östlichen bayerisch-böhmischen Grenzgebiet. Es wurden kürzlich wieder einige Tiere von Frau E. Simak (Gesellschaft zur Erhaltung alter und gefährdeter Haustierrassen, München) entdeckt [...], die zwar nicht ganz einheitlich sind, aber doch sehr charakteristisch die ‚aufgelöste‘ schwarzweiße Nasenpartie und die seitlich korkenzieherähnlich abstehenden Hörner zeigen.
Es gab in Deutschland weitere Interessenten für die Erhaltung, sodass 1993 schon 80 Tiere bei acht Haltern standen. Bei einem Zuchttieraustausch zwischen tschechischen und deutschen Züchtern im Jahr 2004 wechselten zur Blutauffrischung je 20 Tiere. Zehn Jahre später wurde jeweils ein Bock ausgetauscht und vier weibliche Tiere mit schwarzem Vlies nach Deutschland verkauft. 2020 kam ein Zuchtbock aus der Mährischen Walachei nach Deutschland und im Gegenzug ein Zuchtbock aus Deutschland nach Tschechien. Dies führte dazu, dass in Deutschland gegenwärtig sechs Bocklinien vorhanden sind, eine davon derzeit mit nur einem Bock.
Auch die aufgrund der Verdrängungszucht verloren gegangene schwarze Genetik konnte durch Züchter in der Slowakei phänotypisch in der schwarzen Vliesfarbe bei den Walachenschafen des ursprünglichen Typs wieder etabliert werden. So gibt es auch in Deutschland seit 2014 Walachenschafe mit schwarzer und grauer Vliesfarbe.

## Populationen in den Ländern

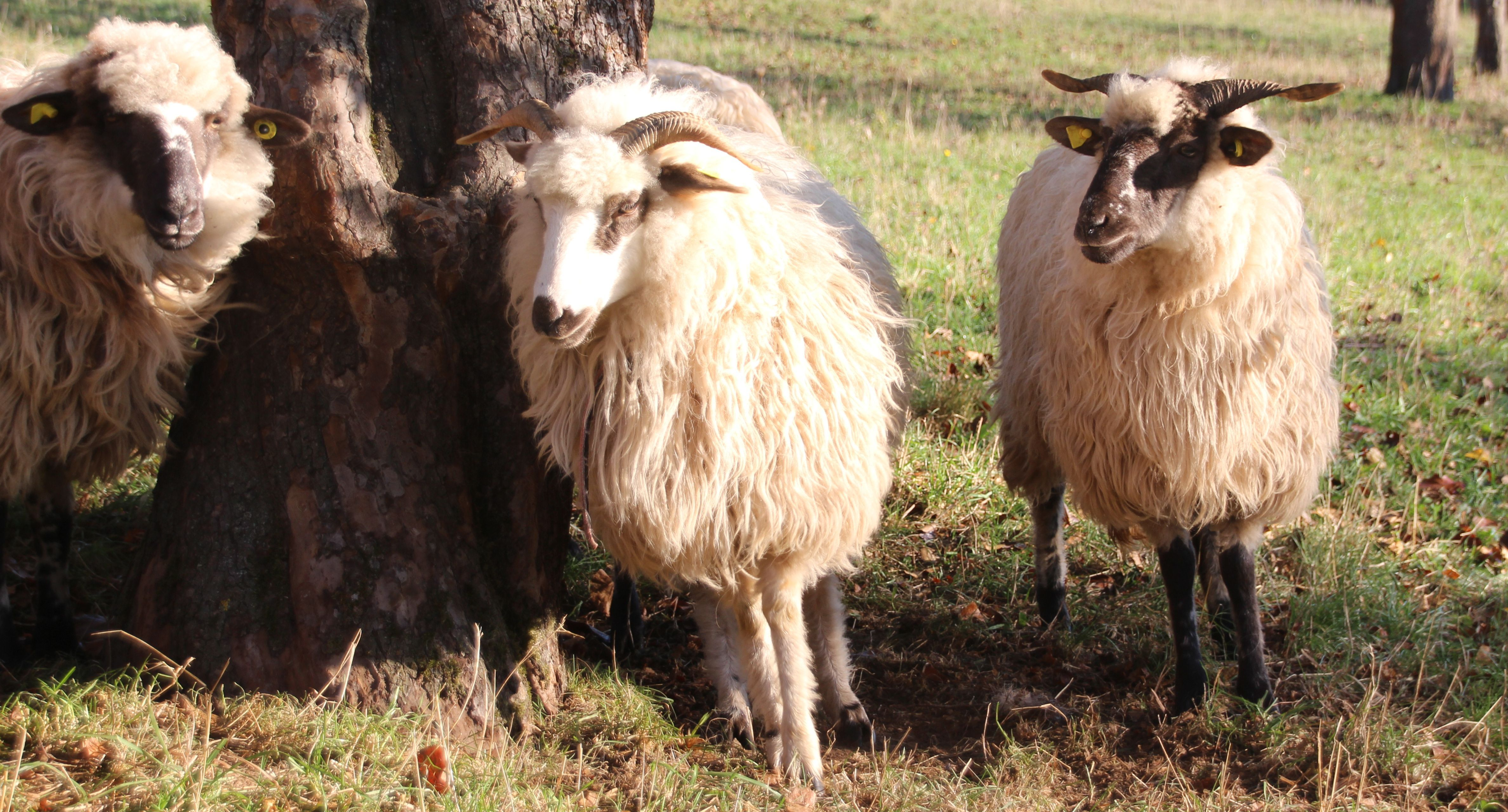
Behornte und hornlose weibliche Tiere

Zahlreiche Zoologischen Gärten und Tierparks halten und züchten das Walachenschaf. 2022 waren dies elf in Tschechien, elf in Deutschland, drei in der Slowakei sowie je einer in Österreich und Serbien.

### Tschechien
Auch in Tschechien wurde ein „Klub der Züchter der ursprünglichen walachischen Schafe“ gegründet, um in den Herden der von Einkreuzungen geprägten modernen walachischen Schafe nach Tieren zu suchen, die dem Typ der ursprünglichen Walachenschafe entsprachen. Mit etwa 1200 Zuchttieren (2019) ist die Tschechische Republik ein Schwerpunkt der Erhaltung des Walachenschafs. Dort wird ein Herdbuch geführt, es gibt eine staatliche Förderung der Haltung. Im Jahr 2020 registrierte Tschechien 52 Böcke und 952 Mutterschafe. 2001 waren es nur 10 Böcke und 130 Mutterschafe. Vom Staat anerkannter Zuchtverband für die Rasse ist der Verband der Schaf- und Ziegenzüchter. Auch die Ex-situ-Erhaltung wird praktiziert. Schon seit über 15 Jahren werden in einer Samenbank 650 Portionen und auch Stammzellen aufbewahrt, die jährlich hinsichtlich der Veränderung des Genpools ausgewertet werden. Auch Embryonenentnahme findet statt. 2013 beteiligten sich Züchter mit Mutterschafen und Lämmern der Walachenschafe am tschechischen Teil einer Transhumanz durch die Karpaten. Im Jahr 2018 gab es in Tschechien eine ganzjährig im Freien gehaltene Herde mit nicht weniger als 150 Tieren, die dem Vorsitzenden des „Klubs der Züchter der ursprünglichen walachischen Schafe“ gehört.

### Slowakei
Nach einem Tiefstand mit nur noch 50 reinrassigen Walachenschafen ging es in Zucht und Tierzahl wieder aufwärts. Es bildete sich ein „Club der Züchter der ursprünglichen Walachenschafe“. Züchter kauften auch Zuchttiere in Tschechien, Deutschland und Ungarn zur Verbreiterung der züchterischen Basis. Anfang 2013 waren im Zuchtbuch 35 Zuchtböcke und 287 Mutterschafe eingetragen.

### Deutschland

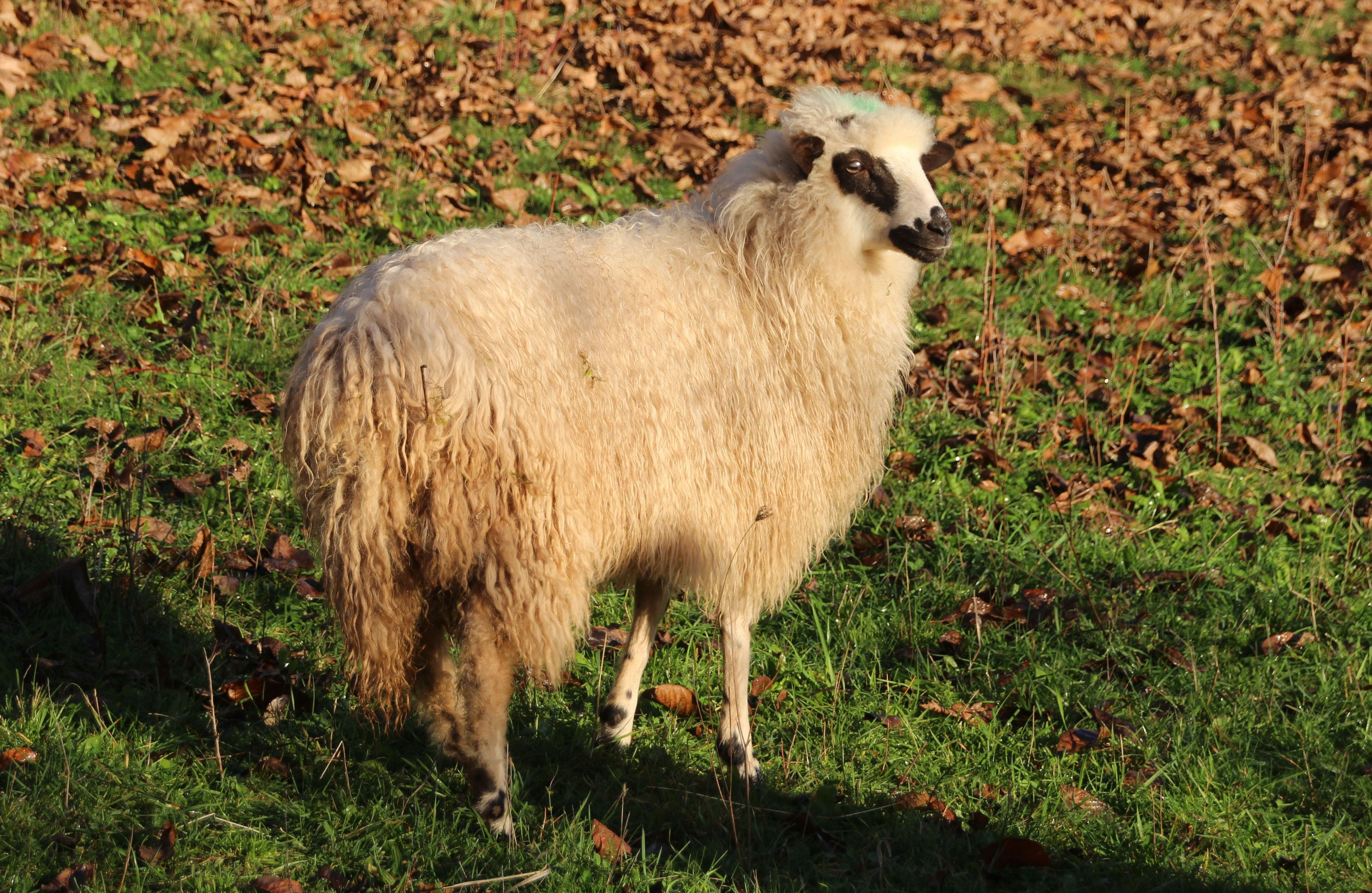
Weibliches Tier mit bewolltem Schwanz und ausgeprägten Pigmentflecken am Kopf

Die Ende der 1980er Jahre nach Deutschland gebrachten Tiere waren in neun Haltungen, hauptsächlich Haustierparks, in fünf deutschen Ländern mit 12 Zuchtböcken und 65 weiblichen Tieren.
2022 sind in Deutschland 33 Züchter und Halter bekannt mit etwa 450 Tieren, davon sind 15 Herdbuchzuchten mit etwa 250 Tieren in sieben deutschen Ländern. Die „Zuchtgemeinschaft Walachenschaf“ hat sich gebildet. Sie veranstaltet seit 2004 regelmäßig Züchtertreffen. Durch eine dezentrale Haltung können Einbrüche durch Seuchen, Brände und ähnliche Schadensereignisse, die zum Erlöschen ganzer Populationen führen könnten, bei Haustierrassen mit geringen Tierzahlen vermieden werden.
In Deutschland gibt es für das Walachenschaf ein einheitliches Zuchtprogramm.
Mit dem Ziel der weiteren Entwicklung der Rasse „neben dem rassetypischen Aussehen auch Zuchtkriterien wie Resistenz gegen Parasiten, Wetterfestigkeit und robuste Klauen für die Auswahl eines Zuchtbockes“ noch stärker zu berücksichtigen, führte die Zuchtgemeinschaft 2022 mit 13 gut einjährigen Böcken aus fünf Zuchten, die in vier deutschen Ländern liegen, und fünf genealogischen Linien von Anfang Juni bis zum September ein gemeinsames Beweidungsprojekt durch. Die zehn verschiedenen Weiden – Kalkmagerrasen, Waldweiden, Steilhänge mit Grünland und Streuobstwiesen – lagen im nordhessischen Mittelgebirge bei Witzenhausen und wurden mit Laufzeiten von 10 Minuten bis zu einer Stunde von der Herde jeweils angelaufen. Die Tiere wurden am Ende bei einem Züchtertreffen zur Körung vorgestellt. Das gemeinsame Beweidungsprojekt soll an einem Standort mit 2023 geborenen Böcken wiederholt werden. Dabei sollen die Tiere schon vom Absetzalter an gemeinsam weiden. Auch um die Auswirkungen des Ortswechsels zu verringern, soll das Vorhaben ein ganzes Jahr lang dauern.
Unter Beteiligung von Züchtern aus Tschechien, der Slowakei, Österreich und Deutschland fand 2011 schon das dritte Züchtertreffen zum Erfahrungsaustausch statt. Weitere Treffen folgten. So nahm der tschechische Zuchtleiter Michal Milerski auch an Treffen der deutschen Züchter teil. Bei einem Besuch deutscher Züchter in der Slowakei 2013 wurden auch DNA-Proben genommen, um die genetische Verwandtschaft der Tiere in Tschechien, der Slowakei und Deutschland zu klären.

### Polen
Die Informationen sind noch unvollständig. Mindestens eine Familie züchtet mit einer größeren Herde Walachenschafe von über 100 Tieren und nimmt am Erfahrungs- und Tieraustausch mit der Zuchtgemeinschaft Walachenschaf in Deutschland und Tschechien teil.

### Andere Länder
Inwieweit in Rumänien und in der Ukraine Walachenschafe gezüchtet werden, ist gegenwärtig nicht bekannt.

## Gefährdung
Auf Grund der bisher noch geringen Tierzahl und Zuchten sowie Zuchtlinien ist das Walachenschaf in seinem Bestand noch nicht stabil. Die GEH hat es zur Gefährdeten Nutztierrasse des Jahres 2022 und 2023 ausgerufen. Sie führt das Walachenschaf in der Roten Liste (Stand 2022) unter „Rassen aus anderen Ländern“. Sie hat eine Betreuerin für diese Rasse berufen.